# Lijst van Stolpersteine in Nunspeet

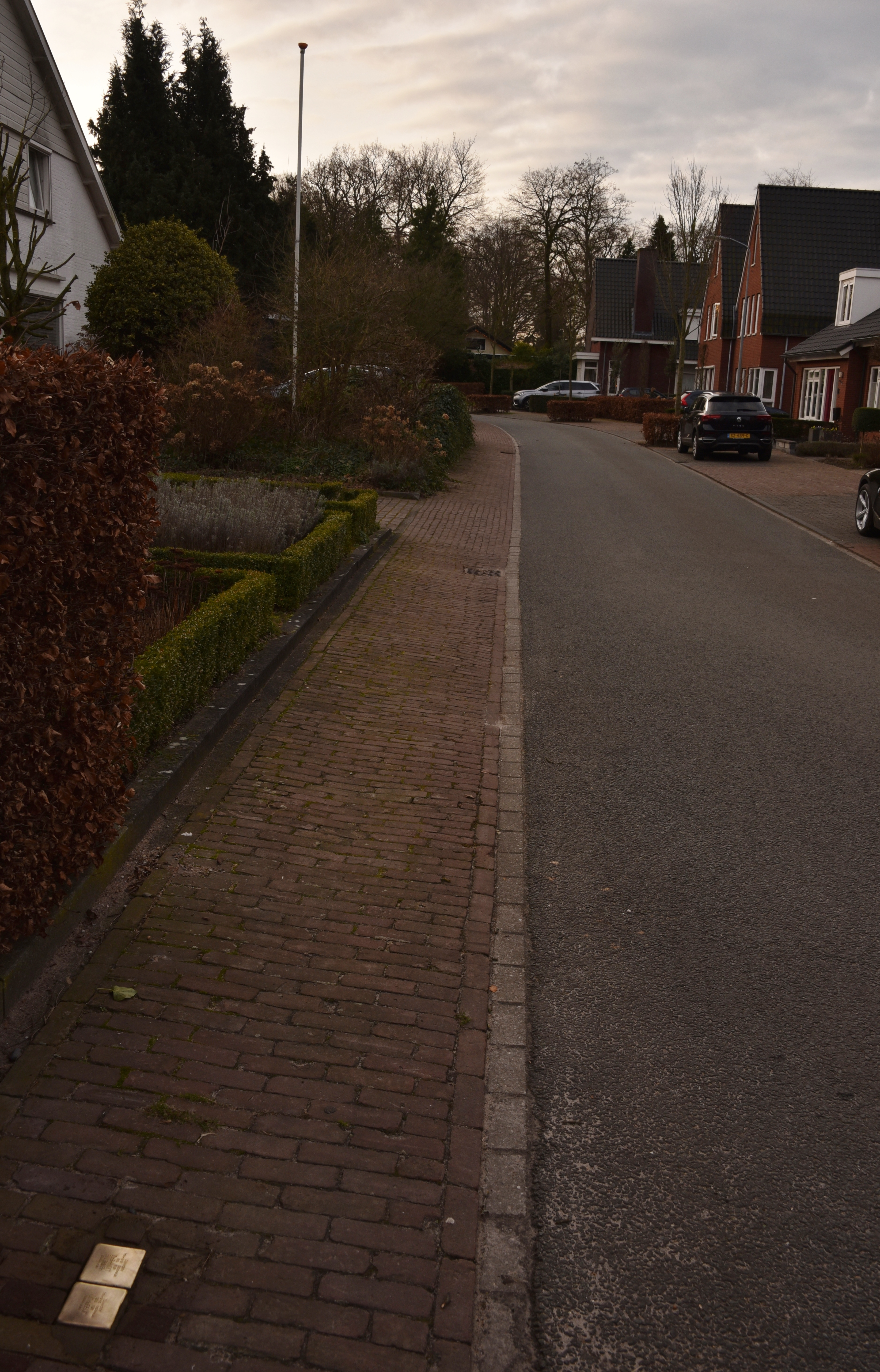
Stolpersteine voor Joseph en Henriëtte Lion in Nunspeet

De lijst van Stolpersteine in Nunspeet geeft een overzicht van de gedenkstenen die in de gemeente Nunspeet in de Nederlandse provincie Gelderland zijn geplaatst in het kader van het Stolpersteine-project van de Duitse beeldhouwer-kunstenaar Gunter Demnig.
Stolpersteine zijn opgedragen aan slachtoffers van het nationaalsocialisme, al diegenen die zijn vervolgd, gedeporteerd, vermoord, gedwongen te emigreren of tot zelfmoord gedreven door het nazi-regime. Demnig legt voor elk slachtoffer een aparte steen, meestal voor de laatste zelfgekozen woning.
Omdat het Stolpersteine-project doorloopt, kan deze lijst onvolledig zijn.

## De eerste Stolperstein van Nunspeet
Op 7 juli 2013 plaatste de kunstenaar zelf de eerste Stolperstein in gemeente Nunspeet. Gelegen aan de Zandhuisweg 84 in Hulshorst, is hij opgedragen aan Mozes Jacobs, een Nederlandse turner en deelnemer aan de Olympische Spelen van Amsterdam. Hij werd op 9 juli 1943 vermoord in een gaskamer in vernietigingskamp Sobibor.

## Stolpersteine
In gemeente Nunspeet liggen acht Stolpersteine: een in het dorp Hulshorst en zeven in de kern Nunspeet.

### Hulshorst
In Hulshorst ligt een Stolperstein.
| Stolperstein | Inscriptie                                                                                    | Adres          | Herdachte persoon        |
| ------------ | --------------------------------------------------------------------------------------------- | -------------- | ------------------------ |
|              | HIER WOONDE MOZES JACOBS GEB. 1905 GEDEPORTEERD 1943 UIT WESTERBORK VERMOORD 9.7.1943 SOBIBOR | Zandhuisweg 84 | Mozes Jacobs (1905–1943) |

### Nunspeet
In Nunspeet zijn zeven Stolpersteine geplaatst op vier adressen.
| Stolperstein | Inscriptie | Adres              | Herdachte persoon                    |
| ------------ | --- | ------------------ | ------------------------------------ |
|              | HIER WOONDE MATTHIJS CANTER GEB. 1866 VERMOORD 23-4-1943 SOBIBOR                                                                                              | F.A. Molijnlaan 75 | Matthijs Canter (1866–1943)          |
|              | HIER WOONDE JENNY CANTER-LÖWENSTEIN GEB. 1872 VERMOORD 23-4-1943 SOBIBOR                                                                                      | F.A. Molijnlaan 75 | Jenny Canter-Löwenstein (1872–1943)  |
|              | HIER WOONDE JOSEPH LION GEB. 1875 VERMOORD 30-10-1944 AUSCHWITZ                                                                                               | Eschdoornlaan 8    | Joseph Lion (1875–1944)              |
|              | HIER WOONDE HENRIËTTE LION-HERZ GEB. 1881 VERMOORD 30-10-1944 AUSCHWITZ                                                                                       | Eschdoornlaan 8    | Henriëtte Lion-Herz (1881–1944)      |
|              | HIER WOONDE ANNIE EMILIE OTTEN-WOLFF GEB. 1907 GEARRESTEERD 18-7-1944 GEÏNTERNEERD 22-7-1944 GEDEPORTEERD 3-9-1944 UIT WESTERBORK VERMOORD 1945 BERGEN-BELSEN | Dorpsstraat 6      | Annie Emilie Otten-Wolff (1907–1945) |
|              | HIER WOONDE CLARA ROZETTE DE VRIES GEB. 1911 GEÏNTERNEERD 16-8-1944 GEDEPORTEERD 3-9-1944 UIT WESTERBORK LOT ONBEKEND                                         | Bosweg 36          | Clara Rozette de Vries (1911–1945)   |
|              | HIER WOONDE SELLY DE VRIES-HAAS GEB. 1886 GEÏNTERNEERD 16-8-1944 GEDEPORTEERD 3-9-1944 UIT WESTERBORK VERMOORD 6-9-1944 AUSCHWITZ                             | Bosweg 36          | Selly de Vries-Haas (1886–1944)      |

## Data van plaatsingen
- 7 juli 2013: Hulshorst: een Stolperstein op Zandhuisweg 84
- 27 november 2021: Nunspeet: vier Stolpersteine op F.A. Molijnlaan 75, Eschdoornlaan 8
- 9 juli 2022: Nunspeet: drie Stolpersteine op Bosweg 36, Dorpsstraat 6